# 屯門社區網絡
屯門社區網絡（英語：Tuen Mun Community Network，簡稱屯網），曾是香港一個本土派社區組織。由一群居於屯門的居民組成，旨在營造區內社區網絡，關注屯門社區發展。成立後一直關注屯門區內問題，包括2016年良景邨小販衝突事件、屯門怡樂花園天價天井維修事件。2021年10月7日，團體認為目前香港經已失去可以繼續堅持初衷的能力及空間，宣佈解散，並遣散所有成員。

## 綱領

### 社區革新
以「社區」連結不同群體，以組成新「社區」。提倡區議會改革、增加區議會對地區事務之決策權力、並促使居民對地區事務的參與。

### 立足屯門
關注有關屯門之議題，密切監察政府及屯門區議會工作，為屯門創建一個理想居住的社區。

### 港人為本
以香港為家，政府政策一切應該與香港人為依歸，香港事務應由香港自行處理。提倡發展本土文化、創意及科技產業，推動漁農業發展，實行自給自足。

### 公義社會
捍衛人權自由、關注弱勢社群、爭取勞工權益。爭取行政長官及立法會全面直選，而提名權、被提名權及投票權缺一不可。

## 事件

### 2016年良景邨小販衝突事件
屯門社區網絡於農曆之年初良景邨小販衝突事件中有一定角色。
屯門社區網絡成員由年三十晚(2月7日)起開始於現場聲援市民、報導良景邨小販衝突情況及協助跟進被捕市民情況。
屯門社區網絡於年初一(2月8日)及年初三(2月10日)分別於網上呼籲市民到良景「食魚蛋」。事後去信保安局要求跟進及交待事件，並與屯門社區關注組發起聯署行動，並到區議會向民政事務處遞交請願信件。

### 召集人黃丹晴被澳門驅逐出境
2017年5月8日，屯門社區網絡召集人黃丹晴，與友人成功入境澳門後被澳門當局驅逐出境。黃丹晴與友人於5月8日約下午1時進入澳門，晚上7時被澳門警方截查，其後被帶到有組織罪案調查科後，人員問及他認不認識「新澳門學社」副理事長蘇嘉豪、有沒有去過新澳門學社，更指嚇稱：「唔好玩喇，當我哋啲（線）眼死咩。」，黃否認認識「新澳門學社」及「蘇嘉豪」。最後，於5月9日凌晨1時被驅逐出境。

## 選舉

### 2016年香港選舉委員會界別分組選舉
屯門社區網絡召集人黃丹晴於2016年11月13日宣佈參選2016年香港選舉委員會社會福利界界別分組選舉。以「不投票，不提名」作為政綱，最終以632票落敗。

### 2019年香港區議會選舉
屯門社區網絡於2019年區議會選舉派出五人參選，包括召集人黃丹晴出戰山景、潘智鍵出戰翠興、羅焯勇出戰景興、曾振興出戰興澤以及發言人王德源出戰良景，他們都選擇以樓齡較大的公共屋邨為主的選區出選，他們並且和其他於該屆在屯門出選的素人組成“屯門十素人”團隊。結果他們除了景興之外其餘選區都成功擊敗時任當區區議員而當選。

### 2020年香港立法會選舉

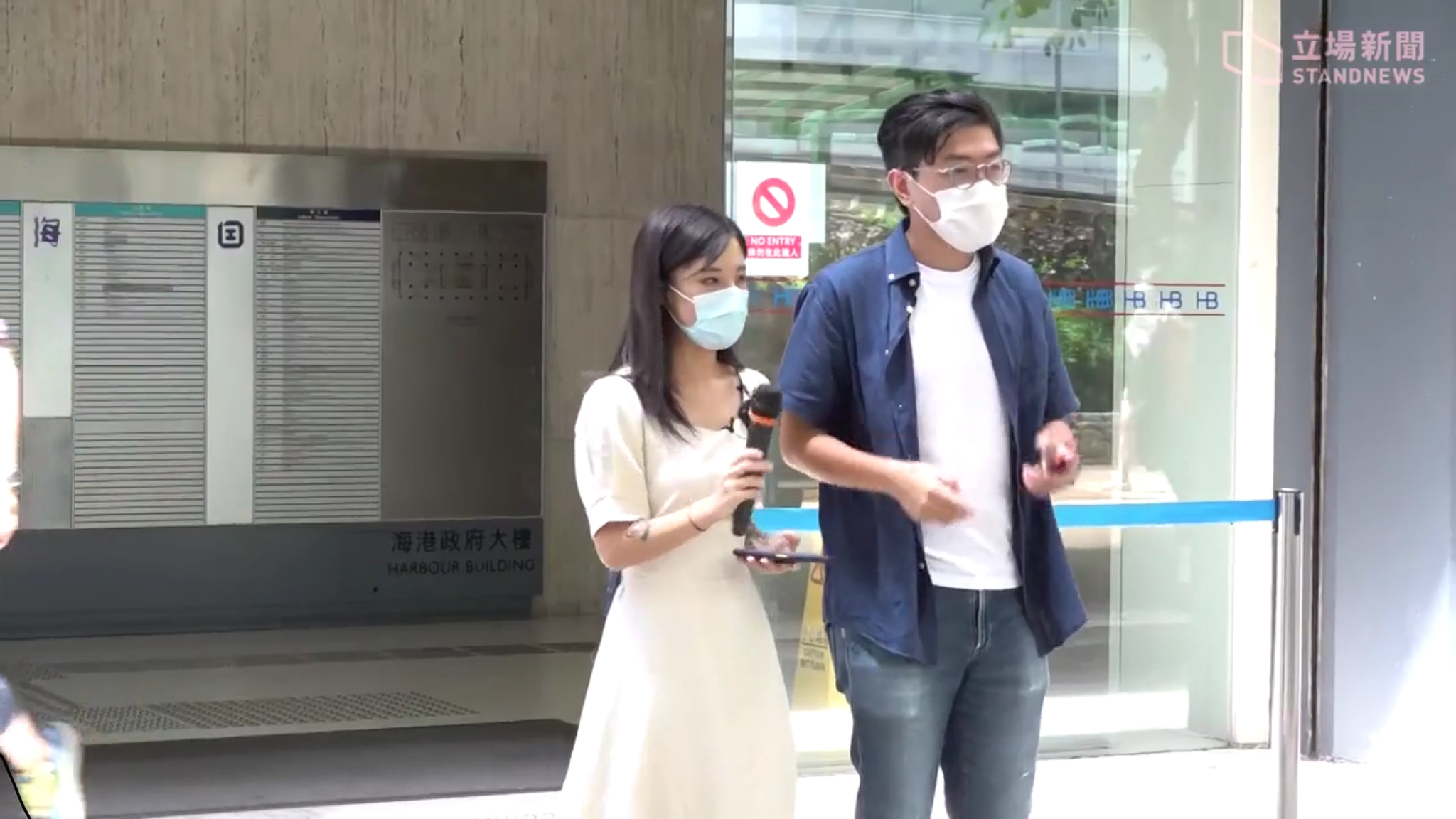
2020年7月27日，屯門社區網絡張可森、前學民思潮發言人黃子悅宣佈參選2020年香港立法會選舉，競逐新界西地區直選。

屯門社區網絡於2020年立法會選舉派出屯門區議會新墟區議員張可森參選新界西地區直選，於2020年香港立法會選舉民主派初選新界西獲得票數為35,513票,排名第二；7月27日，他與同區參選的另一本土派候選人黃子悅一同報名。

### 區議會選舉
| 選舉 | 民選得票 | 民選得票比例 | 民選議席 | 當然議席 | 總議席  | +/- |
| 2019 | 20,086   | 0.69%        | 4        | 0        | 4 / 479 | 4▲  |

## 歷任領導層
- 召集人:黃丹晴（2016年2月5日-2019年12月21日）
- 主席:潘智鍵（2019年12月21日-2021年9月30日）

## 議員

### 區議會
屯門社區網絡在解散前擁有1個區議會議席，議員包括：
| 區議會 | 選區號碼 | 選區 | 議員   | 2020-2023 | 備註                                                           |
| ------ | -------- | ---- | ------ | --------- | -------------------------------------------------------------- |
| 屯門區 | L07      | 翠興 | 潘智鍵 | 當選      | 2021年9月30日退出屯門社區網絡                                  |
| 屯門區 | L08      | 山景 | 黃丹晴 | 當選      | 屯門區議會副主席；2021年10月7日屯門社區網絡解散                |
| 屯門區 | L10      | 興澤 | 曾振興 | 當選      | 於2021年7月11日辭任區議員                                      |
| 屯門區 | L11      | 新墟 | 張可森 | 當選      | 2020年3月28日加入，因初選案正被還押，於2021年5月10日辭任區議員 |
| 屯門區 | L23      | 良景 | 王德源 | 當選      | 2021年9月30日退出屯門社區網絡                                  |

## 外部連結
- 屯門社區網絡的Facebook專頁